# Alexandre Cavalcanti
Alexandre Oliveira Cavalcanti (født 27. december 1996 i Almada, Portugal) er en portugisisk håndboldspiller, som spiller i HBC Nantes og på Portugals herrehåndboldlandshold.
Han deltog under EM i håndbold 2020 i Sverige/Østrig/Norge.